# Maria de Medeiros
Maria de Medeiros Esteves Vitorino de Almeida, coneguda com a Maria de Medeiros (Lisboa, 19 d'agost de 1965) és una actriu, directora de cinema i cantant portuguesa. És una de les actrius portugueses de major projecció internacional i és considerada al seu país com la millor actriu de la seva generació.

## Biografia
Va cursar estudis de filosofia a la Universitat de la Sorbona però els abandonà per la interpretació. És diplomada per l'Ecole Nationale Superieure des Arts et Techniques du Théatre i el Conservatoire National d'Art de París.
Va iniciar la seva filmografia amb la pel·lícula Silvestre (1982) i va consolidar la seva carrera internacional als EUA amb dues pel·lícules: Henry & June (1990) i Pulp Fiction (1994). Té una filmografia de prop de 90 pel·lícules inclosos els curtmetratges.
L'any 2000 dirigeix la seva òpera prima, Capitães de Abril, sobre la Revolució dels Clavells a Portugal, seleccionada pel Festival de Cannes i premiada al Festival de São Paulo. Ha realitzat altres films com Bem-Vindo a São Paulo (2004), Mathilde au Matin (2004), Je t'aime, moi non plus: artistes et critiques (2004), A Morte do Principe (1991), Fragmento II (1988) i Sévérine C (1987). L'any 2007 enregistra el seu primer CD de música A Little more blue, una compilació de cançons de resistència a la dictadura militar brasilera.
L'any 2007 va ser nominada artista per la pau de la Unesco.
Des de 2012 que viu a Barcelona.

## Filmografia seleccionada

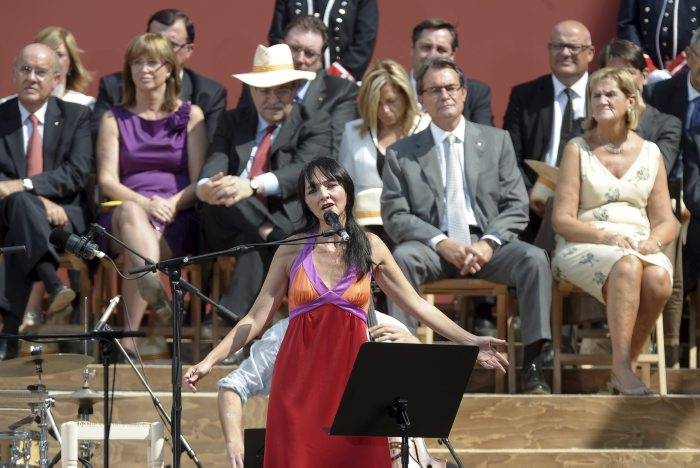
Maria de Medeiros cantant a l'acte institucional de la Diada Nacional de Catalunya de 2012 al parc de la Ciutadella (Barcelona)

### Com a directora
- Sévérine C. (1987)
- Fragmento II (1988)
- A Morte do Príncipe (1991)
- April Captains (2000)
- Mathilde au matin (2004)
- Je t'aime moi non plus (2004)
- Als nostres fills (2019)

### Com a actriu
- 1871 (1990)
- Henry & June (1990)
- Cita amb Venus (Meeting Venus) (1991)
- Huevos de oro (1993)
- Pulp Fiction (1994)
- Adão e Eva (1995)
- Go for gold (1997)
- Airbag (1997)
- April Captains (2000)
- Honolulu Baby (2001)
- Stranded: Náufragos (2002)
- My Life Without Me (2003)
- Moi César, 10 ans 1/2, 1m39 (2003)
- The Saddest Music in the World (2004)
- Medea Miracle (2007)
- Midsummer Madness (2007)
- Riparo (2007)
- My Stars (2008)
- David's Birthday (2009)
- O Contador de Histórias (2009)
- Poulet aux prunes (2011)
- Holidays by the Sea (2011)
- Dream and Silence (2012)
- Women Directors, talking on a blade (2014)
- Pasolini (2014)
- The Forbidden Room (2015)
- Le Fils de Joseph (2016)
- 100 metros[5] (2016)
- Black is Beltza (2018)

## Discografia
- A Little More Blue (2007)
- Penínsulas & Continentes (2010)
- Pássaros Eternos (2013)

### Col·laboracions
- Drama Box, per Misia (2005)
- Rendez-vous chez Nino Rota, CD+DVD de Mauro Gioia (2008), amb Adriana Calcanhotto, Martirio, Ute Lemper, Catherine Ringer, Susana Rinaldi i Sharleen Spiteri.
- Femina, per The Legendary Tigerman (2009).
- Señora (ellas cantan a Serrat) (2009).

## Premis i nominacions

### Premis
- 1994. Copa Volpi per la millor interpretació femenina per Três Irmãos